# Rivière du Camp Brûlé
Pour les articles homonymes, voir Camp et Brûlé.
La rivière du Camp Brûlé est un affluent de la rive est de la rivière des Neiges, coulant dans le territoire non organisé de Lac-Jacques-Cartier, dans la municipalité régionale de comté (MRC) de La Côte-de-Beaupré, dans la région administrative de la Capitale-Nationale, dans la province de Québec, au Canada.
Cette vallée est surtout desservie par une route forestière secondaire remontant la rive sud-est de la rivière du Camp Brûlé. Cette route sert surtout pour les besoins de foresterie et des activités récréo-touristiques.
À cause de son altitude, la surface de la partie supérieure de la rivière du Camp Brûlé est généralement gelée du début de décembre jusqu'à la fin de mars ; toutefois la circulation sécuritaire sur la glace se fait généralement de la mi-décembre à la mi-mars. Le niveau de l'eau de la rivière varie selon les saisons et les précipitations ; la crue printanière survient en mars ou avril.

## Géographie
La rivière du Camp Brûlé prend sa source d'un petit lac de montagne, à 8,8 km au sud-est de la limite de la réserve faunique des Laurentides. Cette source est située à 5,1 km au sud-ouest du cours de la rivière Brûlé, à 11,8 km au nord-est de la confluence de la rivière du Camp Brûlé et de la rivière des Neiges, à 23,9 km à l'ouest de la rive ouest du fleuve Saint-Laurent et à 45,5 km au nord de l'embouchure de la rivière Montmorency.
À partir de sa source, le cours de la rivière du Camp Brûlé descend sur 16,5 km entièrement en zone forestière, avec une dénivellation de 536 m selon les segments suivants :
Partie supérieure de la rivière du Camp Brûlé (segment de 8,9 km)
- 2,8 km vers le sud-est puis en traversant sur 0,4 km le lac Lynch Numéro Trois (longueur : 0,6 km ; altitude : 839 m) vers le sud-ouest jusqu'à son embouchure ;
- 2,1 km vers le sud-ouest notamment en traversant le lac Lynch Numéro Trois (longueur : 1,1 km ; altitude : 817 m), jadis désigné lac Barat, jusqu'à son embouchure ;
- 1,6 km vers le sud-ouest en traversant un petit lac, puis en recueillant un ruisseau (venant du nord), jusqu'à la rive nord du Premier lac Lync, jadis désigné lac Patin ;
- 0,8 km vers le sud-ouest en traversant le Premier lac Lynch (altitude : 736 m) sur sa pleine longueur, jusqu'à son embouchure. Note : Ce lac d'une forme atypique est entouré de marais sur sa rive nord et sur sa rive sud-est ; il reçoit du côté est la décharge du Deuxième lac Lynch, jadis désigné lac Turpin ;
- 1,6 km vers le sud en traversant un petit lac lequel recueille un ruisseau (venant de l'ouest), puis un second petit lac lequel recueille un ruisseau (venant de l'est), jusqu'au ruisseau Georges (venant de l'est et constituant la décharge du lac Georges et du lac la Charité) ;

Partie inférieure de la rivière du Camp Brûlé (segment de 7,6 km)
- 5,4 km vers le sud-ouest dans une vallée de plus en plus encaissée, en traversant deux séries de rapides, en recueillant un ruisseau (venant du nord), puis courbant vers le sud en recueillant le ruisseau la Foi (venant de l'est), jusqu'à un coude de rivière correspondant à un ruisseau intermittent (venant de l'est) ;
- 2,2 km vers l'ouest dans une vallée bien encaissée, en recueillant la décharge (venant du sud) d'un lac non identifié et en traversant une série de rapides, jusqu'à son embouchure[3].

À partir de la confluence de la rivière du Camp Brûlé, le courant descend sur 4,9 km vers le sud le cours de la rivière des Neiges, puis coule sur 46,3 km généralement vers le sud par le cours de la rivière Montmorency, jusqu'à la rive nord-ouest du fleuve Saint-Laurent.

## Toponymie
Le toponyme rivière du Camp Brûlé a été officialisé le 5 décembre 1968 à la Commission de toponymie du Québec.